# Juan Manuel Rodríguez Parrondo
Juan Manuel Rodríguez Parrondo (Madrid, 9 de enero de 1964) es un físico español, conocido por la notablemente contraintuitiva paradoja de Parrondo, en la que la elección de estrategias perdedoras puede conducir a una victoria. En 1996, desarrolló los juegos de oportunidad (ahora llamados juegos de Parrondo), que exhibieron este fenómeno aparentemente paradójico. Gran parte de su trabajo afecta a la termodinámica y la información y es conocido por contribuciones a la teoría de los cambios de estado inducidos por ruido, al trinquete browniano, a la física de la información y a la mecánica estadística.

## Biografía
Parrondo nació en Madrid. Obtuvo la licenciatura en Física en 1987 y el doctorado en 1992 por la Universidad Complutense de Madrid. Su tutor de doctorado externo era Javier de la Rubia de la UNED. El tema de la tesis doctoral de Parrondo estaba en el área de las ecuaciones diferenciales estocásticas y la Teoría del paseo aleatorio de fractales.
Después de su tesis doctoral, Parrondo llevó a cabo una investigación postdoctoral que combinó los temas de la teoría de la información y la termodinámica-esto probó la influencia en la dirección de sus investigaciones futuras. Como investigador trabajó en las teorías de los cambios de estado inducidos por ruido con Katja Lindenberg en la UCSD (EE. UU.) en 1992, las redes neuronales con Chris Van den Broeck de la Universidad de Hasselt (Bélgica) en 1993, en el demonios de Maxwell con Thomas M. Cover en Stanford (EE. UU.) en 1995.
En 1996, obtuvo una plaza fija en la Universidad Complutense de Madrid y en este año concibió el concepto de juegos de oportunidad perdedores, que paradójicamente ganan cuando se juega a perder. En 1999, visitó a Marcello O. Magnasco de la Universidad Rockefeller en Nueva York, trabajando en el trinquete Browniano y a Derek Abbott de la Universidad de Adelaida (Australia), trabajando en los juegos de Parrondo. En 2005, Parrondo realizó otra visita de colaboración extensa, esta vez a Carlos Bustamante de la Universidad de Berkeley (EE. UU.) trabajando en los motores moleculares.
En el periodo 2003 - 2004, Parrondo realizó una serie regular de artículos de ciencia para la radio española RNE. Desde 2001 hasta 2013, Parrondo fue el equivalente español de Martin Gardner escribiendo los "Juegos Matemáticos" para la columna de la edición española de Scientific American llamada Investigación y Ciencia. Aunque esta columna en la versión inglesa ha sido discontinua, la columna de Juegos Matemáticos sigue viva, primero bajo la dirección de Parrondo y en la actualidad bajo la dirección de Bartolo Luque.

## Génesis de los Juegos de Parrondo
Parrondo concibió inicialmente sus contraintuitivos juegos de oportunidad en 1996 como un ejemplo de cómo el trinquete browniano funcionaba y presentó la idea por primera vez en una diapositiva titulada Cómo Estafar a un Mal Matemático, en un trabajo para la CEE sobre la la Complejidad y el Caos, Turín (Italia). En ese mismo año publicó un artículo criticando el análisis de Richard Feynman del trinquete browniano en el American Journal of Physics. Derek Abbott de la Universidad de Adelaida (Australia) estaba trabajando en un tema relacionado, pero seguía sin resolverlo con respecto al análisis de Feynman. El artículo de Parrondo incitó a Abbott a volar hacia Madrid en 1997 y se encontraron por primera vez-pero el problema demostrado era difícil y hasta 1999 no publicaron una solución final. Sin embargo, en ese tiempo, Parrondo compartió el concepto de su paradoja—como consecuencia Abbott acuñó las condiciones de la paradoja de Parrondo y los juegos de Parrondo, publicando su verificación del resultado en la revista Nature en 1999.

## Otros datos de Parrondo
- En varios artículos y fuentes de Internet el nombre de Parrondo se escribe a veces incorrectamente "Parrando". Se puede encontrar en un artículo del 25 de enero de 2000 sobre la la Paradoja de Parrando en el New York Times—debido a la naturaleza influyente de este periódico este error de la mecanografía propagó ampliamente a escritores y periodistas que no verificaron sus fuentes.

- Parrondo fue inspirado para estudiar Física cuando estaba en el instituto, después de leer un artículo sobre mecánica cuántica que Douglas Hofstadter publicó en Scientific American. Hofstadter reemplazó a Martin Gardner cuando Gardner se retiró de Scientfic American. Curiosamente, la historia ha completado el círculo cuando Parrondo ha ocupado el puesto de redactor de Juegos Matemáticos para la edición española.

- En España tradicionalmente se usan dos apellidos y los científicos españoles suelen usar el primer apellido al publicar en los periódicos en inglés. Así que uno pensaría que el apellido doble "Rodríguez Parrondo" debe acortarse a simplemente "Rodríguez" y no "Parrondo." Sin embargo, en 1992, cuando Parrondo publicó su primer artículo en inglés escogió utilizar su segundo apellido, porque "Rodríguez" es un apelido muy común y no muy distintivo. De nuevo, esto demuestra que de manera fortuita la "paradoja de Rodríguez" no tendría ese halo que le caracteriza.

- En 1999, Parrondo asistió a una conferencia dónde los papeles estaban doblemente cegados. "Doblemente cegados" significa que los nombres de los autores no se revelan a los revisores para eliminar prejuicios. Se les solicitó a los revisores que intentaran adivinar de quién eran sus artículos para comprobar la efectividad del proceso. Los cinco revisores de Parrondo confundieron a Parrondo con Rolf Landauer quien, hasta ese momento, era el líder del área de la física de la información. Desconocido por los revisores, Rolf Landauer realmente había muerto unos días antes. Para marcar esta transición, el comité premió a Parrondo con "el premio informal Landauer" durante el banquete de la conferencia.

- Datos: Q550094